# 大池田村
大池田村（おおいけだむら）は茨城県西茨城郡にかつて存在した村である。

## 地理
- 現在の笠間市の北部に位置する。
- 村域はほとんど丘陵地帯になっている。
- 村は笠間盆地の北部に位置する。

## 歴史
村名は大橋村の大、池野辺村の池、福田村・飯田村の田を組み合わせて大池田村となった。

### 村域の変遷
- 1889年（明治22年）4月1日 - 町村制施行により、大橋村・池野辺村・福田村・飯田村が合併し西茨城郡大池田村が発足。
- 1955年（昭和30年）2月11日 - 笠間町・南山内村・北山内村と合併し、改めて笠間町が発足。同日大池田村廃止。

変遷表
| 1868年 以前 | 1868年 以前 | 明治22年 4月1日 | 昭和30年 2月11日 | 昭和33年 8月1日 | 現在   |
| ----------- | ----------- | --------------- | ---------------- | --------------- | ------ |
|             | 大橋村      | 大池田村        | 笠間町           | 市制            | 笠間市 |
|             | 池野辺村    | 大池田村        | 笠間町           | 市制            | 笠間市 |
|             | 福田村      | 大池田村        | 笠間町           | 市制            | 笠間市 |
|             | 飯田村      | 大池田村        | 笠間町           | 市制            | 笠間市 |

## 大字
- 大橋（おおはし）
- 池野辺（いけのべ）
- 福田（ふくだ）
- 飯田（いいだ）

## 人口・世帯

### 人口
総数 [単位： 人]
| 1891年（明治22年） | 2,475 |
| 1908年（明治41年） | 2,818 |
| 1920年（大正 9年） | 3,095 |
| 1935年（昭和10年） | 3,235 |
| 1950年（昭和25年） | 3,915 |

### 世帯
総数 [単位： 世帯]
| 1920年（大正 9年） | 627 |
| 1935年（昭和10年） | 558 |
| 1950年（昭和25年） | 662 |